# Windsor and Maidenhead
Windsor and Maidenhead – okręg miejski hrabstwa Berkshire, South East England. Od 1 kwietnia 1998 r. unitary authority.
Okręg został utworzony 1 kwietnia 1974 r. jako jednostka składowa hrabstwa Berkshire na mocy Local Government Act 1972 (ustawy Parlamentu angielskiego reformującej podział administracyjny Anglii i Walii. W 2011 roku dystrykt liczył 144 560 mieszkańców.
Na terenie okręgu znajduje się Zamek w Windsorze.

## Miasta
- Ascot
- Eton
- Maidenhead
- Windsor

## Inne miejscowości
Bisham, Burchetts Green, Clewer, Cookham, Datchet, Dedworth, Eton Wick, Fifield, Hawthorn Hill, Holyport, Hurley, Littlewick Green, Old Windsor, Paley Street, Shurlock Row, Sunningdale, Sunninghill, Touchen-end, Warren Row, White Waltham, Wraysbury.

## Współpraca
Miejscowości partnerskie:
- Niemcy Bad Godesberg – od 1960 z Maidenhead
- Włochy Frascati – od 1972 z Maidenhead
- Niemcy Goslar – od 1969 z okręgiem New Windsor
- Belgia Kortrijk – od 1981 z okręgiem Windsor and Maidenhead
- Francja Neuilly-sur-Seine – od 1955 z okręgiem New Windsor
- Francja Saint-Cloud – od 1957 z Maidenhead